# Hampus von Post

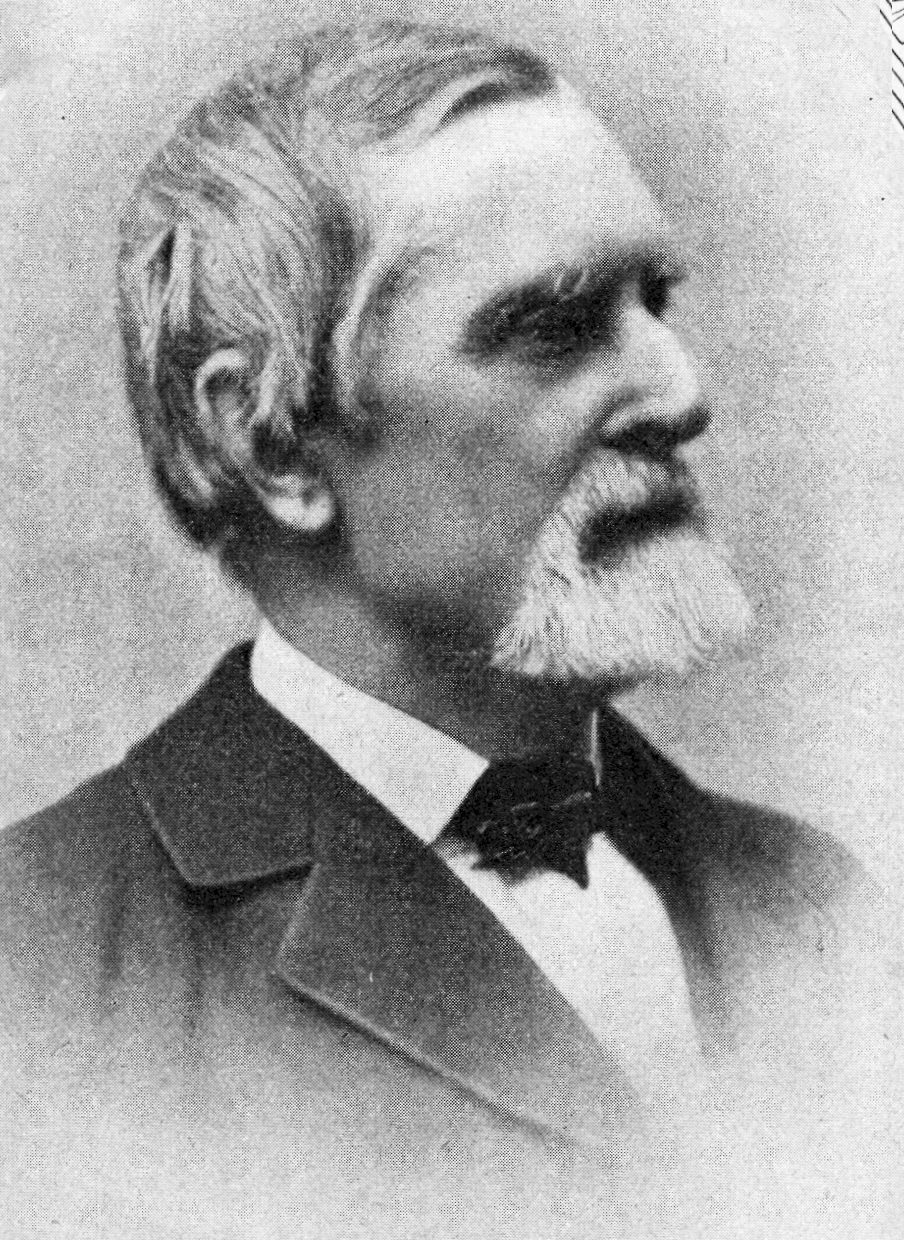
Hampus von Post

Hampus Adolf von Post (* 15. Dezember 1822 auf Herrenhaus Tisenhult, Gemeinde Finspång; † 16. August 1911 in Uppsala) war ein schwedischer Agrarwissenschaftler und Geologe am Landwirtschaftlichen Institut in Uppsala-Ultuna sowie Direktor einer Glashütte in Rejmyre.
Einer seiner Söhne war der Botaniker Tomas Erik von Post (1858–1912).

## Leben und Wirken
Ab 1840 studierte von Post an der Universität Uppsala und arbeitete von 1842 bis 1845 auf dem Hof seines Onkels in Frängsäter in Östergötland, wo er praktische Erfahrungen in der Landwirtschaft sammeln konnte. Von 1846 bis 1847 studierte er als Chemielaborant im Ausland und kehrte 1848 nach Stockholm zurück, wo er bei Lars Fredrik Svanberg (1805–1878) Chemie studierte.
1849 erhielt er eine Stelle als Lehrer für Chemie, Physik und Geologie am Landwirtschaftlichen Institut Uppsala-Ultuna. 1852 wurde er als Partner der Glashütte in Rejmyre Direktor dieses Betriebs, wo er bis 1868 blieb, um dann wieder in den Schuldienst zu wechseln. Gleichzeitig war er in Ultuna Direktor des dortigen Instituts für Landwirtschaftliche Chemie, wo er bis 1892 blieb.
Obwohl von Post eine Kapazität auf seinem Gebiet war, hat er nie einen akademischen Grad erworben und weigerte sich mehrfach, einen Ruf als Professor anzunehmen. 1875 nahm er die Ernennung zum Honorarprofessor an.
Die Forschungsschwerpunkte von Posts lagen in den angewandten Agrarwissenschaften, wo ihm seine scharfe Beobachtungsgabe und die Kunst, die Ergebnisse seiner Beobachtungen prägnant vorzubringen, auszeichneten.
Nachdem Karl Friedrich Schimper 1837 die Eiszeittheorie formuliert hatte und diese von Louis Agassiz eifrig verbreitet worden war, leisteten die Schweden Otto Torell, Hampus von Post und Axel Erdmann (1814–1869) wichtige Beiträge dazu, diese Theorie, bezogen auf die Vereisung Nordeuropas, zu ergänzen.
Von Posts Ansichten über die Bildung der Rullstensås und die verschiedenen Böden wie Dy oder Gyttja sind wichtige Beiträge zur Landschaftsgeschichte Skandinaviens. Er war der erste schwedische Geologe, der die Gletschertheorie von Nils Gabriel Sefström. Er lieferte eine Erklärung für die Entstehung der Gletschertöpfe und beobachtete in dieser Zeit auch die Darwinschen Ausführungen zur Tätigkeit der Regenwürmer. Ebenso trug er zum besseren Verständnis der Rolle von Bodentieren bei der Humusbildung bei.
Für die landwirtschaftliche Praxis waren auch seine Arbeiten zum Pflanzenschutz, so zu phytopathogenen Pilzen sowie zum Befall von Kulturpflanzen durch Insekten, wie auch zur Variationsbildung bei Kulturpflanzen wichtig.
Seine vegetationskundlichen Forschungen brachten ebenso wichtige Erkenntnisse. So war er der erste schwedische Forscher, der Hochmoore bezüglich ihrer Entstehung und ihrem Aufbau untersuchte. Weiter wies er als einer der ersten auf das regelhafte Auftreten bestimmter Pflanzenkombinationen in Abhängigkeit von ihrem Standort hin und kann somit als früher Wegbereiter der Pflanzensoziologie gelten.
Der Von Postbreen, ein Gletscher auf der Insel Spitzbergen wurde nach von Post benannt.

## Ehrungen
- 1858: Mitglied der Königlich Schwedischen Akademie der Wissenschaften
- 1861: Mitglied der Schwedisch Landwirtschaftlichen Akademie; dort 1894 Ehrenmitglied
- 1875: Honorarprofessor
- 1877: Dr. h. c.